# 시나노모리우에역
시나노모리우에역(일본어: 信濃森上駅)은 일본 나가노현 기타아즈미군 하쿠바촌에 위치한 동일본 여객철도 오이토 선의 철도역이다. 역 번호는 12번이며, 상대식 승강장 2면 2선의 구조를 갖춘 지상역이다.

## 이용 현황
| 승차 인원 추이 | 승차 인원 추이 |
| 연도           | 1일 평균       |
| -------------- | -------------- |
| 2007           | 31             |
| 2010           | 27             |
| 2011           | 25             |

## 역 주변
- 국도 제148호선
- 히메 강

## 역사
- 1932년 11월 20일 : 국철 오이토미나미 선의 가미시로역 - 당 역 간이 개통함에 따라 개업. 여객 · 화물 취급 개시.
- 1935년 11월 29일 : 당 역 - 나카쓰치역 간이 개통.
- 1957년 8월 15일 : 나카쓰치 역 - 고타키역 간이 개통해서 전 노선이 개통함에 따라, 오이토 선으로 개칭.
- 1971년 1월 30일 : 화물 취급 폐지.
- 1983년 3월 25일 : 간이 위탁화.
- 1987년 4월 1일 : 일본국유철도 분할 민영화에 따라, 동일본 여객철도가 승계.
- 1992년 : 간이 위탁 중지.
- 2000년 4월 6일 : 간이 위탁 재개.
- 2006년 4월 1일 : 간이 위탁 폐지.
- 2007년 11월 : 역사 개축.
- 2014년
  - 11월 22일 : 나가노 현 가미시로 단층 지진에 의해 시나노오마치역 - 이토이가와역 구간을 23일까지 통행 불가.
  - 12월 7일 : 하쿠바역 - 미나미오타리역 구간의 통행 재개에 의해, 영업 재개.

## 인접 역
| 동일본 여객철도 오이토 선 | 동일본 여객철도 오이토 선 | 동일본 여객철도 오이토 선                      |
| ------------------------- | ------------------------- | ---------------------------------------------- |
| 13 하쿠바 마쓰모토 방면   | □ 쾌속                    | 미나미오타리 9 이토이가와 방면                 |
| 13 하쿠바 마쓰모토 방면   | ■ 보통                    | 하쿠바오이케 11 미나미오타리 · 이토이가와 방면 |